# Liste der Biografien/Gw
Liste der Biografien |
Portal Biografien |
Personensuche
# |
A |
B |
C |
D |
E |
F |
G |
H |
I |
J |
K |
L |
M |
N |
O |
P |
Q |
R |
S |
T |
U |
V |
W |
X |
Y |
Z |
?
 
Ga |
Gb |
Gc |
Gd |
Ge |
Gf |
Gh |
Gi |
Gj |
Gk |
Gl |
Gm |
Gn |
Go |
Gp |
Gq |
Gr |
Gs |
Gu |
Gv |
Gw |
Gy |
Gz
Die Liste der Biografien führt alle Personen auf, die in der deutschsprachigen Wikipedia einen Artikel haben. Dieses ist eine Teilliste mit 108 Einträgen von Personen, deren Namen mit den Buchstaben „Gw“ beginnt.

## Gw

### Gwa
- Gwadosky, Dan (1954–2011), US-amerikanischer Politiker
- Gwai, Iwan Issidorowitsch (1905–1960), russischer Ingenieur
- Gwajima, Dorothy (* 1971), tansanische Politikerin und Ministerin
- Gwak Dong-han (* 1992), südkoreanischer Judoka
- Gwaladse, Ewgen (1900–1937), georgischer Widerstandskämpfer
- Gwaladse, Guranda (1932–2020), georgische Botanikerin
- Gwalther, Rudolf (1519–1586), reformierter Theologe und Reformator
- Gwaltney, Tommy (1921–2003), US-amerikanischer Jazzmusiker
- Gwanggaeto (374–413), Herrscher von Goguryeo, dem nördlichsten der Drei Reiche von Korea
- Gwanghaegun (1575–1641), 15. König der Joseon-Dynastie in Korea
- Gwangjong (925–975), 4. König des Goryeo-Reiches und der Goryeo-Dynastie
- Gwangwa, Jonas (1937–2021), südafrikanischer Musiker (Posaune, Arrangement)
- Gwanzeladse, Dawit (1937–1984), sowjetischer Ringer
- Gwassalia, Demna (* 1981), deutsch-georgischer Modedesigner und -unternehmerDemna Gwassalia (* 1981)

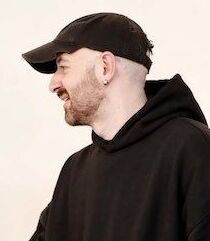
Demna Gwassalia (* 1981)

- Gwathmey, Charles (1938–2009), US-amerikanischer Architekt
- Gwathmey, Robert (1903–1988), amerikanischer Maler
- Gwathmey, Rosalie (1908–2001), US-amerikanische Malerin und Fotografin
- Gwati, Chaim (1901–1990), israelischer Politiker
- Gwatney, Bill (1959–2008), US-amerikanischer Politiker

### Gwe
- Gwechenberger, Lukas (* 1994), österreichischer Künstler und Musiker
- Gwelessiani, Giorgi (* 1991), georgischer Fußballspieler
- Gwend, Edwige (* 1990), italienische Judoka
- Gwenddoleu († 573), britonischer König
- Gwenhael, Mönch und Missionar
- Gwenllian ferch Gruffydd († 1136), Frau von Gruffydd ap Rhys, Prinz von Deheubarth
- Gwenllian ferch Llywelyn († 1337), walisische Prinzessin
- Gwenn, Edmund (1877–1959), britischer Schauspieler
- Gwennyn (* 1974), bretonische Musikerin und Sängerin
- Gwenwynwyn († 1216), Fürst von Powys (Wales)
- Gwerder, Alexander Xaver (1923–1952), Schweizer Schriftsteller
- Gwerder, Rees (1911–1998), Schweizer Volksmusiker und Meister des Stegreifspiels auf dem Schwyzerörgeli
- Gwerder, Urban (1944–2017), Schweizer Schriftsteller, Künstler und Verleger
- Gwerdziteli, Tamara (* 1962), sowjetische bzw. georgische bzw. russische Kontra-Altistin
- Gwetadse, Nino (* 1981), georgische Pianistin

### Gwi
- Gwiasda, Almut (* 1945), deutsche Politikerin (SPD), MdL Hessen
- Gwiasda, Peter (* 1959), deutscher Verkehrsplaner und -forscher
- Gwiazda, Henry (* 1952), US-amerikanischer Komponist
- Gwiazdowski, Grzegorz (* 1974), polnischer Radrennfahrer
- Gwiazdowski, Kazimierz (* 1962), polnischer Politiker, Mitglied des Sejm
- Gwiggner, Bernhard (* 1963), österreichischer Bildhauer
- Gwildis, Stefan (* 1958), deutscher MusikerStefan Gwildis (* 1958)

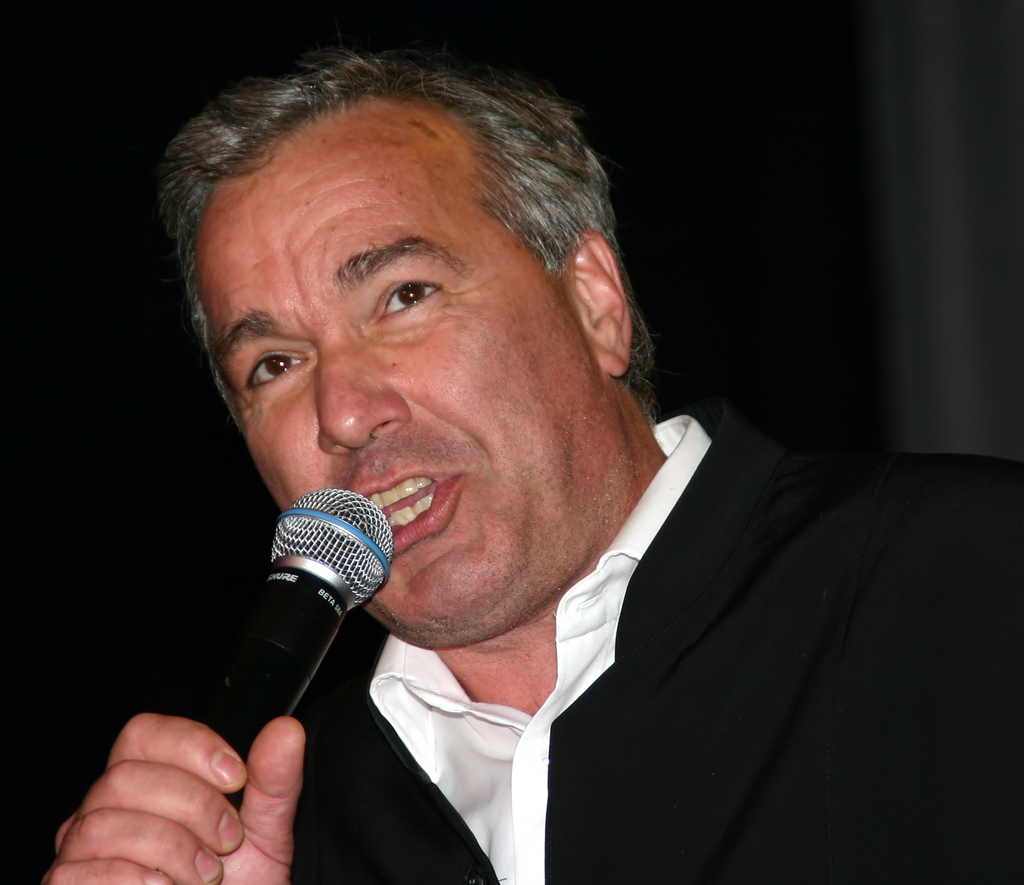
Stefan Gwildis (* 1958)

- Gwilia, Walerian (* 1994), georgischer Fußballspieler
- Gwillim, Jack (1909–2001), britischer Film- und Theaterschauspieler
- Gwilt, David (* 1932), schottischer Komponist, Pianist, Violinist und Dirigent
- Gwilt, Oliver (* 1993), walisischer Badmintonspieler
- Gwilt, Richard (* 1958), britischer Violinist der historischen Aufführungspraxis, Musikverleger und Komponist
- Gwin, Aaron (* 1987), US-amerikanischer Mountainbiker
- Gwin, William M. (1805–1885), US-amerikanischer Politiker
- Gwinciński, Tomasz (* 1963), polnischer Gitarrist, Perkussionist und Komponist
- Gwindschija, Maxim (* 1976), abchasischer Politiker
- Gwinn, Donald (1902–1961), US-amerikanischer Hammerwerfer
- Gwinn, Giulia (* 1999), deutsche FußballspielerinGiulia Gwinn (* 1999)

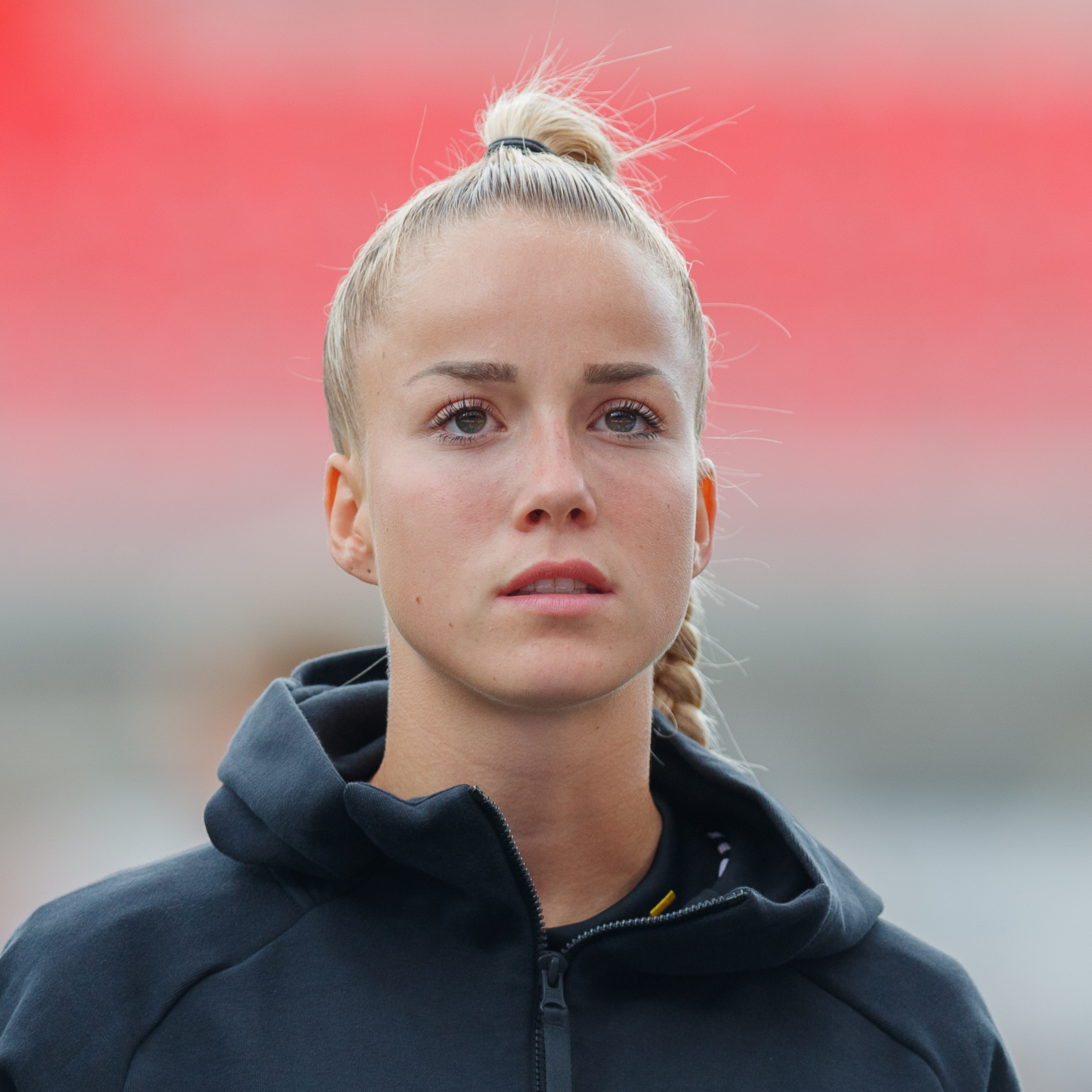
Giulia Gwinn (* 1999)

- Gwinn, Mary Mackall (1860–1940), US-amerikanische Literaturwissenschaftlerin und Hochschullehrerin
- Gwinn, Ralph W. (1884–1962), US-amerikanischer Politiker
- Gwinner, Arthur von (1856–1931), deutscher Bankier, Politiker und Kunstmäzen
- Gwinner, Charlotte von (1891–1972), deutsche Schriftstellerin
- Gwinner, Eberhard (1938–2004), deutscher Ornithologe und Verhaltensforscher
- Gwinner, Manfred (1926–1991), deutscher Geologe
- Gwinner, Philipp Friedrich (1796–1868), Bürgermeister von Frankfurt am Main
- Gwinner, Volker (1912–2004), deutscher Komponist und Organist
- Gwinner, Wilhelm (1825–1917), deutscher Jurist und Schriftsteller, sowie Testamentsvollstrecker und erster Biograph des Philosophen Arthur Schopenhauer
- Gwinner, Wilhelm Heinrich von (1801–1866), deutscher Forstwissenschaftler und Politiker
- Gwinnett, Button († 1777), US-amerikanischer Politiker und 3. Gouverneur von Georgia
- Gwirtzman, Daniel, US-amerikanischer Tänzer, Choreograph, Tanzpädagoge und Filmemacher
- Gwischiani-Kossygina, Ljudmila Alexejewna (1928–1990), sowjetische Historikerin und Bibliothekarin
- Gwisdalla, Ilena (* 1984), deutsche Schauspielerin, Synchronsprecherin
- Gwisdek, Gabriela (* 1966), deutsche Schriftstellerin und Requisiteurin
- Gwisdek, Johannes (* 1980), deutscher Komponist und Schauspieler
- Gwisdek, Michael (1942–2020), deutscher Schauspieler und RegisseurMichael Gwisdek (1942–2020)

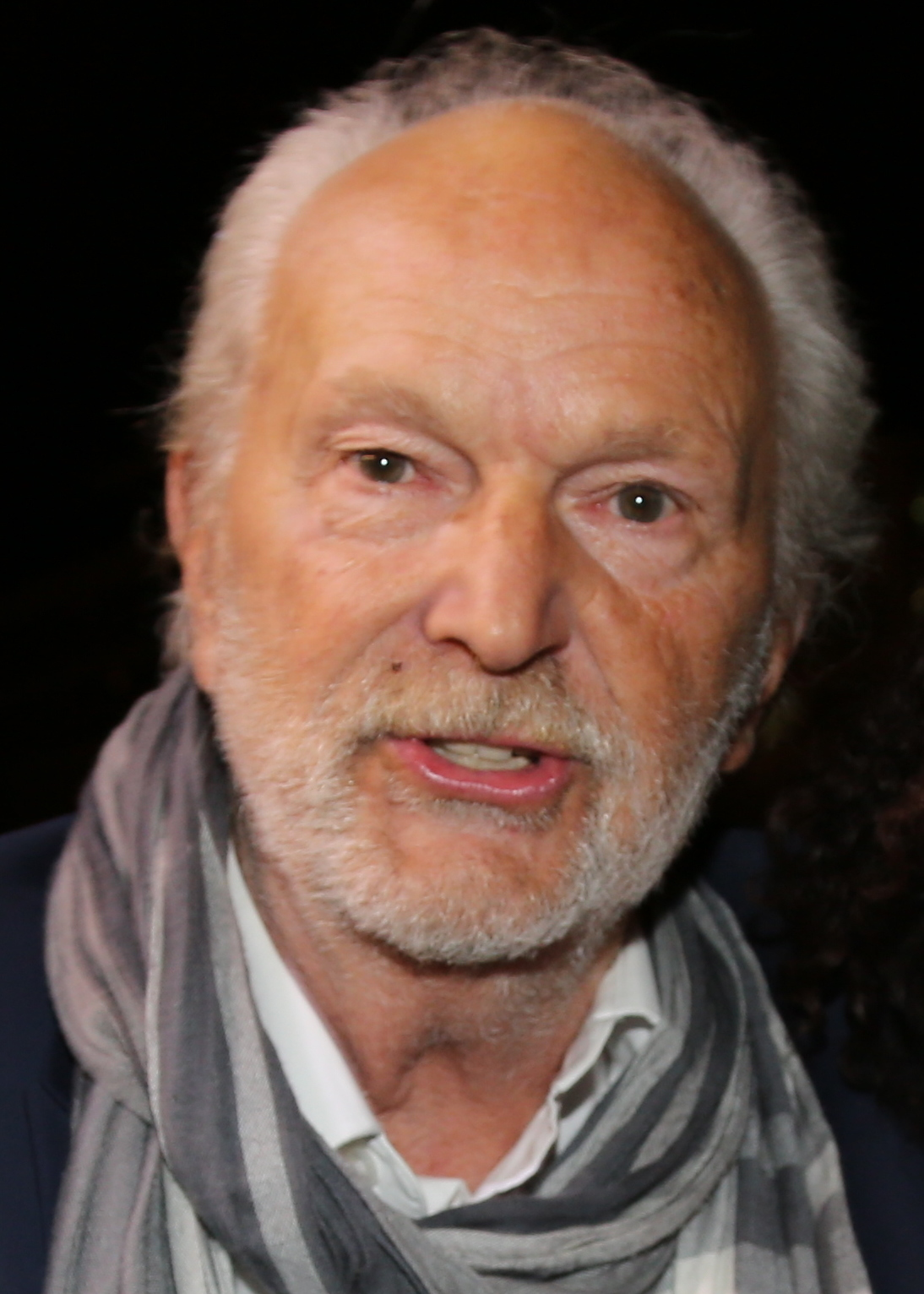
Michael Gwisdek (1942–2020)

- Gwisdek, Robert (* 1984), deutscher Schauspieler, Musiker und Buchautor
- Gwizdalanka, Danuta (* 1955), polnische Musikwissenschaftlerin, Autorin und Mitglied des Verbands polnischer Komponisten
- Gwizdoń, Magdalena (* 1979), polnische Biathletin

### Gwl
- Gwladus Ddu († 1251), Prinzessin von Gwynedd in Nordwales

### Gwo
- Gwon, Han-na (* 1989), südkoreanische Handballspielerin
- Gwon, Ik-hyeon (1920–2002), südkoreanischer Radrennfahrer
- Gwon, Sun-cheon (* 1983), südkoreanischer Eisschnellläufer
- Gwosdejkow, Georgi (* 1976), bulgarischer Rally-Pilot, Ingenieur, Politiker
- Gwosdew, Alexei Alexejewitsch (1897–1986), russischer Bauingenieur und Hochschullehrer
- Gwosdew, Kusma Antonowitsch (* 1882), russischer Revolutionär, Opfer eines Schauprozesses während der Stalinzeit
- Gwosdew, Michail Spiridonowitsch, russischer Geodät
- Gwosdezki, Nikolai Andrejewitsch (1913–1994), russischer Geograph und Hochschullehrer
- Gwosdz, Michael (* 1974), deutscher Politiker (Bündnis 90/Die Grünen), MdHB
- Gwozdecki, Gustaw (1880–1935), polnisch-französischer Bildhauer, Maler, Grafiker und Kunstschriftsteller
- Gwozdz, Lawrence (* 1953), amerikanischer klassischer Saxophonist
- Gwóźdź, Marek (* 1977), polnischer Skispringer
- Gwozdz, Michelle (* 1994), deutsche TV-Teilnehmerin und Influencerin
- Gwozdz, Wencke (* 1978), deutsche Sozialökonomin und Hochschullehrerin

### Gwy
- Gwyllt, Ieuan (1822–1877), Musiker, Pastor
- Gwyn, Dilan, schwedische Schauspielerin
- Gwyn, Nell (1650–1687), englische Schauspielerin und Mätresse des englischen Königs Karl II.Nell Gwyn (1650–1687)

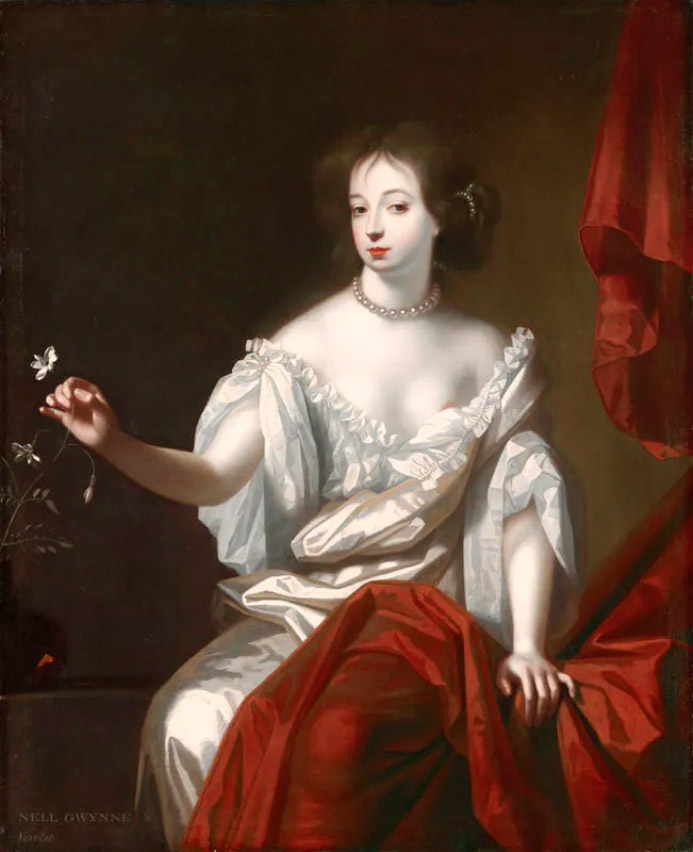
Nell Gwyn (1650–1687)

- Gwynfryn-Evans, Tomos, walisischer Schauspieler
- Gwynllyw, walisischer König und religiöse Figur
- Gwynn, Aubrey (1892–1983), irischer Historiker und Jesuit
- Gwynn, Charles William (1870–1962), britischer Berufsoffizier und Theoretiker der Aufstandsbekämpfung
- Gwynn, John (1713–1786), englischer Architekt, Stadtplaner und Bauingenieur; Brückenbau
- Gwynn, Michael (1916–1976), britischer Schauspieler
- Gwynn, Tony (1960–2014), US-amerikanischer Baseballspieler
- Gwynn-Jones, Peter (1940–2010), englischer Heraldiker und Genealoge
- Gwynne, Anne (1918–2003), US-amerikanische Filmschauspielerin
- Gwynne, Fred (1926–1993), US-amerikanischer Schauspieler und Kinderbuchautor
- Gwynne, Haydn (1957–2023), britische SchauspielerinHaydn Gwynne (1957–2023)

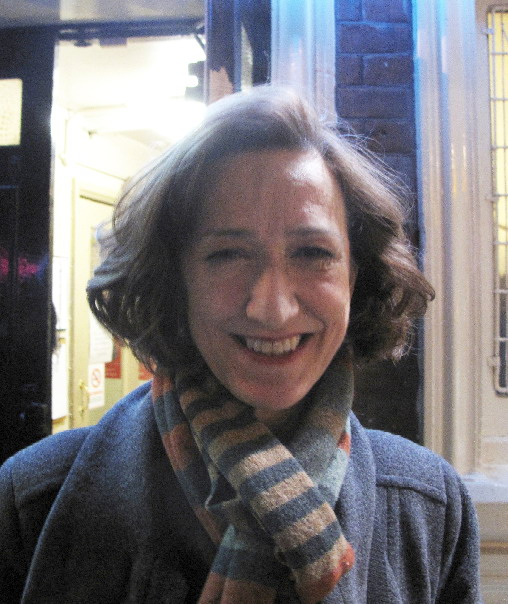
Haydn Gwynne (1957–2023)

- Gwynne, Horace (1912–2001), kanadischer Boxer
- Gwynne, John W. (1889–1972), US-amerikanischer Politiker
- Gwynne, John Wellington (1814–1902), kanadischer Richter
- Gwynne, Marmaduke (1691–1769), walisischer Methodist
- Gwynne, Phillip (* 1958), australischer Schriftsteller
- Gwynne, Rowland (1659–1726), englisch-walisischer Adliger und Politiker
- Gwynne-Vaughan, Helen (1879–1967), britische Mykologin, Hochschullehrerin und Militärverwaltungsfachfrau